# Dans les coulisses
Pour plus de détails, voir Fiche technique et Distribution.
Dans les coulisses (Vita da cani) est un film italien réalisé par Mario Monicelli et Steno, sorti en 1950.

## Synopsis
Nino Martoni est le comédien en chef d'une compagnie de vaudeville délabrée . Ses danseurs incluent Lucy, la soubrette , capricieuse et têtue, Franca, qui a quitté son petit ami bien-aimé Carlo avec amertume et souffrance, car il était trop pauvre pour ses ambitions, qui aspire à une vie confortable et luxueuse et Vera, amoureuse, lui a rendu la pareille, par Mario, le fils d'un bourgeois riche et fortuné. La troupe est rejointe par Margherita, qui a fui le village et est recherchée par la police au nom de ses parents, qui est accueillie par le gérant ému par la jeune fille effrayée et mélancolique. Lorsque Lucy, après une énième altercation avec Nino, quitte la compagnie, il la remplace par Margherita qui révèle des talents insoupçonnés de danseuse et de chanteuse. Le succès de la jeune fille, rebaptisée Rita Buton, à l' Alambra à Rome est fulgurant et l'impresario de théâtre, très satisfait, signe un contrat avec la compagnie pour deux mois.
Malheureusement le succès et la célébrité ne seront pas pour tout le monde :
Franca accepte à contrecœur les attentions d'un entrepreneur très riche mais visqueux et répugnant, attiré par la vie confortable qu'il peut lui offrir et à laquelle elle aspire. Elle finira alors par se suicider peu après le mariage en se jetant par la fenêtre, lorsque son repoussant mari la présentera à son directeur technique nouvellement engagé, qui n'est autre que Carlo, qui entre-temps a réussi à faire de son talent appréciée et de breveter une de ses inventions. Le père de Mario rejoint son fils qui s'est enfui de chez lui pour courir après sa bien-aimée, encore mineure. Au commissariat, où la jeune fille est convoquée en compagnie de Nino, accusé de contournement de mineurs , l'inattendu se produit quand Vera reconnaît dans l'homme, le type qui l'avait emmenée en voiture et qui avait tenté, en vain d'abuser d'elle. À ce moment-là, le père de Mario, farouchement opposé à la relation de son fils avec une danseuse , se rend compte que Vera est une fille bonne et sérieuse et l'accepte, s'excuse et retire sa plainte. Vera, rayonnante et heureuse, préfère le mariage à une carrière.
Pendant ce temps, Nino, amoureux de la belle Rita, est prêt à faire sa déclaration d'amour avec une bague précieuse en cadeau, mais invisible, il est témoin d'une importante offre de fiançailles de la jeune fille par un directeur de théâtre bien connu et prestigieux à Milan , qui a été favorablement impressionné par le talent de la jeune fille alors qu'il assistait au spectacle. Nino, à contrecœur, sacrifiant ses sentiments pour Rita et ne voulant ainsi pas mettre en péril la carrière de la jeune fille, l'accueille mal, l'expulsant même de sa compagnie. La jeune fille étourdie, incapable de comprendre le comportement de l'homme, s'enfuit du théâtre en pleurant et va signer le contrat avec l'imprésario milanais. A présent, Margherita, alias Rita Buton, est devenue une showgirl célèbre et acclamée; Nino se rend secrètement au théâtre où elle se produit et laisse un bouquet de fleurs anonyme à l'entrée à livrer à la jeune fille.
Nino se retrouve avec le reste de la compagnie, dans laquelle Lucy prend le relais, quant à elle sans travail, continuant à diriger les spectacles malgré les difficultés.

## Fiche technique
- Titre original : Vita da cani
- Titre français : Dans les coulisses
- Réalisation : Mario Monicelli et Steno
- Scénario : Mario Monicelli, Steno, Sergio Amidei, Aldo Fabrizi, Ruggero Maccari, Vittorio Nino Novarese et Fulvio Palmieri
- Photographie : Mario Bava
- Musique : Nino Rota
- Pays d'origine : Italie
- Format : Noir et blanc - 1,37:1 - Mono
- Genre : comédie dramatique
- Date de sortie : 1950

## Distribution
- Aldo Fabrizi : Nino Martoni

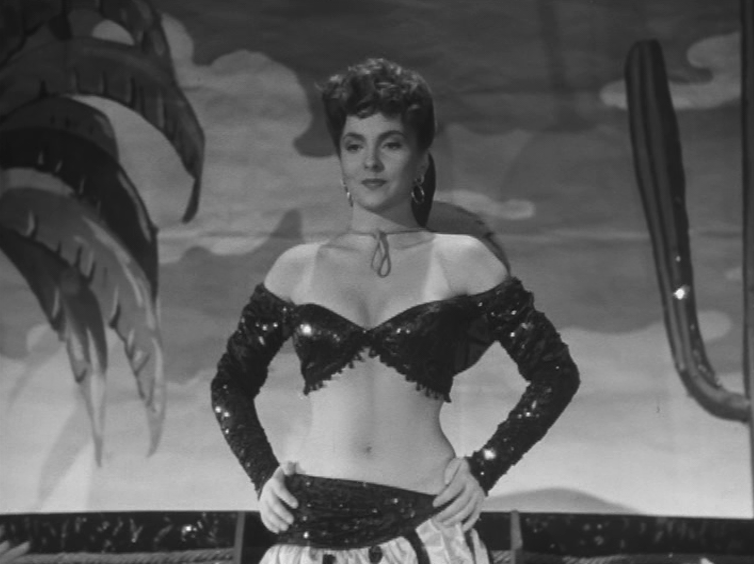
Gina Lollobrigida dans une scène du film.

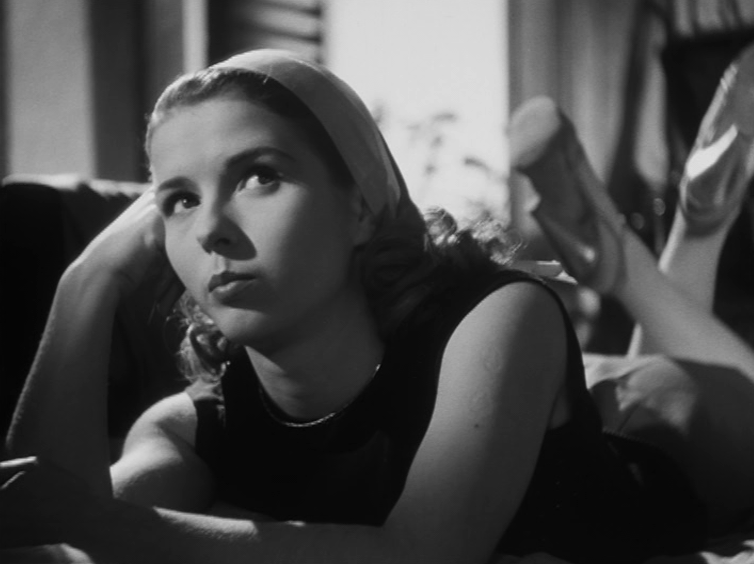
Delia Scala dans une scène du film.

- Gina Lollobrigida : Margherita 'Rita Buton'
- Delia Scala : Vera
- Tamara Lees : Franca
- Giovanni Barrella : L'impresario
- Eduardo Passarelli
- Nyta Dover : Lucy d'Astrid
- Marcello Mastroianni : Carlo Danesi
- Bruno Corelli: Dedè Moreno